# Kostel svaté Hedviky Slezské (Český Těšín)
Kostel svaté Hedviky je jednoduchý jednolodní filiální kostel ve Svibici, městské čtvrti Českého Těšína, vystavěný na konci 19. století.

## Historie
Na místě dnešního kostela v centru staré části Svibice stála od roku 1855 kaple. 
Místní starosta Tomanek přesvědčil spoluobčany o nutnosti stavby většího svatostánku a 6. srpna 1892 byl vysvěcen základní kámen, poté 20. září proběhlo svěcení kříže pro kostelní věž. Následujícího roku byly v květnu vysvěceny dva zvony, které věnoval majitel místní továrny na ohýbaný nábytek Josef Javorek a vyrobilo zvonařství Karl Schwabe. Firma těšínského stavitele Friedricha Fuldy, který vypracoval také stavební projekt, v létě dokončila stavbu a 24. září 1893 byl nový kostel vysvěcen. Stavba si vyžádala náklady 15 000 zlatých.

## Popis

### Exteriér
Jednolodní kostel s polygonálním uzávěrem je postaven v historizujícím novorománském slohu ve směru sever - jih. Na severní straně je předsazená kostelní věž se strmou jehlancovou střechou, v přízemí věže je předsíň s hlavním vstupem do kostela. V západním rohu věže a kostelní lodě je samostatné schodiště na kruchtu, ke zvonům a ke věžním hodinám. Loď kostela je na východní i západní straně opatřena třemi okny. Jednoduchá stanová střecha lodě má na severní straně štítovou zeď, na jižní straně je valba, na kterou navazuje zastřešení polygonálního uzávěru kněžiště užšího než je loď. Na západní straně je šikmo přistavěná zákristie umožňující přístup do prostoru kněžiště s oltářem. Loď má dřevěný strop, kněžiště je zaklenuto cihelnou klenbou. Na fasádě se kombinuje hladká omítka se spárovaným zdivem z červených cihel.

### Interiér
Tmavě hnědé stropní trámy jsou podpírány ozdobnými dřevěnými příložkami, posazenými na bílých kamenných konzolkách. Ze dřeva je také kruchta, kterou podpírají dva dřevěné profilované sloupky. Prostor kněžiště na jižní straně je otevřen vysokým kruhovým obloukem.
Stěny jsou hladké, na podlaze jsou barevné dlaždice.

Vnitřní vybavení je prosté. V kostele není oltářní nástavec, jediným zdobným prvkem jsou barevné vitráže bočních oken.

## Bohoslužby
Mše v českém a polském jazyce zajišťuje v kostele římskokatolická farnost Český Těšín.